# Iseringhausen
Iseringhausen ist ein Dorf im südlichen Sauerland. Es bildet eine Ortschaft und zusammen mit Eltge und Heiderhof den Bezirk 4 Iseringhausen der Stadt Drolshagen im nordrhein-westfälischen Kreis Olpe. Der Ort hat 615 Einwohner, Heiderhof 42 und Eltge 5.

## Lage und Dorfleben
Iseringhausen liegt auf einer Höhe von um die 377 m im südwestlichen Sauerland etwa drei Kilometer südlich des Drolshagener Zentrums und sieben Kilometer südwestlich von Olpe. Die Landschaft und Wirtschaft ist stark von landwirtschaftlichen Betrieben geprägt. Iseringhausen liegt im Brachtpetal umgeben von den Hügeln des südwestlichen Sauerlandes unweit des Biggesee.
Das Dorf hat zahlreiche Vereine wie Gesangvereine je für Männer, Frauen und Kinder, die im Jahr 1906 gegründete Freiwillige Feuerwehr Iseringhausen, eine Schützenbruderschaft, einen Theaterverein, die kfd Iseringhausen, die Iseringhauser Jugend, einen Musikzug, und den Sportverein SpVg 1982 Iseringhausen sowie seit 2007 den Dorfverein Sympathisches Iseringhausen. Ortsvorsteher war bis Ende 2025 Leo Trumm. Als neue Ortssprecherin wurde Klarissa Hoffmann offiziell auf der Dorfversammlung im Juni 2025 vorgeschlagen, die Wahl findet Ende des Jahres statt.

## Geschichte und Kirche
Zum ersten Mal urkundlich erwähnt wurde Iseringhausen im Jahr 1349. Bereits seit dem Ausgang des Mittelalters und der frühen Neuzeit im 15. und 16. Jahrhundert wurde in der Region des heutigen Drolshagener Stadtgebietes Bergbau betrieben. Im 19. Jahrhundert erreichte die noch vorindustriell geprägte Eisenproduktion in den Erzgruben um Iseringhausen herum seinen Höhepunkt und endete offiziell erst 1990 mit Auslaufen des Bergrechts der letzten Grube vollständig.
Die heutige katholische Gemeindekirche St. Antonius Einsiedler wurde in den Jahren 1908 bis 1909 unter der Leitung von Wilhelm Sunder-Plassmann errichtet. Bereits im späten 16. Jahrhundert wurde eine erste Kapelle in Iseringhausen errichtet, die 1702 durch einen neuen einschiffigen Kirchenbau ersetzt wurde.
Die katholische Kirchengemeinde Iseringhausen gehört zum Kirchspiel Drolshagen im Dekanat Südsauerland des Erzbistums Paderborn. Der evangelische Pfarrbezirk Iseringhausen gehört zur Gemeinde Olpe.